# Campeonato Mundial de Halterofilismo de 2019 - Até 73 kg masculino
A categoria até 73 kg masculino foi um evento do Campeonato Mundial de Halterofilismo de 2019, disputado no Centro Nacional de Treinamento Esportivo Oriental, em Pattaya, na Tailândia, no dia 21 de setembro de 2019. 

## Calendário
Horário local (UTC+7)
| Dia            | Horário | Fase    |
| -------------- | ------- | ------- |
| 21 de setembro | 10:00   | Grupo C |
| 21 de setembro | 14:25   | Grupo B |
| 21 de setembro | 20:25   | Grupo A |

## Medalhistas
| Evento    | Ouro              | Ouro   | Prata                  | Prata  | Bronze                 | Bronze |
| --------- | ----------------- | ------ | ---------------------- | ------ | ---------------------- | ------ |
| Arranque  | Shi Zhiyong (CHN) | 166 kg | Bozhidar Andreev (BUL) | 157 kg | Briken Calja (ALB)     | 156 kg |
| Arremesso | Shi Zhiyong (CHN) | 197 kg | O Kang-chol (PRK)      | 193 kg | Bozhidar Andreev (BUL) | 189 kg |
| Total     | Shi Zhiyong (CHN) | 363 kg | O Kang-chol (PRK)      | 347 kg | Bozhidar Andreev (BUL) | 346 kg |

## Recordes
Antes desta competição, o recorde mundial da prova era o seguinte:
| Recorde         | Tipo      | Atleta            | Peso   | Local    | Data                  |
| Recorde Mundial | Arranque  | Shi Zhiyong (CHN) | 168 kg | Liampó   | 22 de abril de 2019   |
| Recorde Mundial | Arremesso | Shi Zhiyong (CHN) | 196 kg | Asgabade | 4 de novembro de 2018 |
| Recorde Mundial | Total     | Shi Zhiyong (CHN) | 362 kg | Liampó   | 22 de abril de 2019   |

Os seguintes novos recordes foram estabelecidos durante esta competição.
| Arremesso | 197 kg | Shi Zhiyong (CHN) | Recorde mundial |
| Total     | 363 kg | Shi Zhiyong (CHN) | Recorde mundial |

## Resultado
Os resultados foram os seguintes. 
| Pos.              | Atleta                      | Grupo | Arranque (kg) | Arranque (kg) | Arranque (kg) | Arranque (kg)     | Arremesso (kg) | Arremesso (kg) | Arremesso (kg) | Arremesso (kg)    | Total |
| Pos.              | Atleta                      | Grupo | 1             | 2             | 3             | Resultado         | 1              | 2              | 3              | Resultado         | Total |
| ----------------- | --------------------------- | ----- | ------------- | ------------- | ------------- | ----------------- | -------------- | -------------- | -------------- | ----------------- | ----- |
| Medalha de ouro   | Shi Zhiyong (CHN)           | A     | 160           | 163           | 166           | Medalha de ouro   | 190            | 197            | —              | Medalha de ouro   | 363   |
| Medalha de prata  | O Kang-chol (PRK)           | A     | 150           | 154           | 156           | 5                 | 185            | 191            | 193            | Medalha de prata  | 347   |
| Medalha de bronze | Bozhidar Andreev (BUL)      | A     | 149           | 154           | 157           | Medalha de prata  | 185            | 189            | 192            | Medalha de bronze | 346   |
| 4                 | Vadzim Likharad (BLR)       | A     | 154           | 157           | 158           | 4                 | 184            | 189            | 189            | 7                 | 338   |
| 5                 | Briken Calja (ALB)          | A     | 151           | 156           | —             | Medalha de bronze | 181            | 190            | 190            | 13                | 337   |
| 6                 | Julio Mayora (VEN)          | A     | 147           | 152           | 157           | 8                 | 185            | 191            | 192            | 6                 | 337   |
| 7                 | Bak Joo-hyo (KOR)           | A     | 147           | 151           | 155           | 9                 | 186            | 186            | 191            | 5                 | 337   |
| 8                 | Won Jeong-sik (KOR)         | A     | 146           | 150           | 153           | 7                 | 183            | 183            | 188            | 11                | 336   |
| 9                 | Clarence Cummings (USA)     | A     | 145           | 150           | 155           | 10                | 183            | 183            | 191            | 10                | 333   |
| 10                | Yuan Chengfei (CHN)         | A     | 146           | 151           | 155           | 13                | 181            | 185            | 187            | 4                 | 333   |
| 11                | David Sánchez (ESP)         | B     | 140           | 145           | 145           | 16                | 175            | 180            | 183            | 8                 | 328   |
| 12                | Masanori Miyamoto (JPN)     | B     | 140           | 145           | 148           | 14                | 175            | 180            | 183            | 9                 | 328   |
| 13                | Sergey Petrov (RUS)         | B     | 144           | 150           | 153           | 6                 | 174            | 179            | 179            | 17                | 327   |
| 14                | Max Lang (GER)              | B     | 143           | 147           | 147           | 12                | 175            | 180            | 180            | 15                | 327   |
| 15                | Triyatno (INA)              | B     | 138           | 143           | 145           | 15                | 177            | 181            | 185            | 12                | 326   |
| 16                | Doston Yokubov (UZB)        | B     | 136           | 141           | 146           | 19                | 180            | 180            | 187            | 14                | 321   |
| 17                | Marin Robu (MDA)            | B     | 143           | 149           | 152           | 11                | 170            | 178            | 178            | 21                | 319   |
| 18                | Rahmat Erwin Abdullah (INA) | B     | 138           | 142           | 144           | 17                | 168            | 172            | 174            | 18                | 318   |
| 19                | Maksat Meredow (TKM)        | B     | 135           | 137           | 142           | 22                | 172            | 178            | 182            | 16                | 315   |
| 20                | Archil Malakmadze (GEO)     | B     | 137           | 142           | 145           | 18                | 163            | 168            | 172            | 23                | 310   |
| 21                | Kakhi Asanidze (GEO)        | B     | 133           | 137           | 140           | 21                | 162            | 167            | 171            | 24                | 307   |
| 22                | Kevin Sandoval (COL)        | B     | 136           | 140           | 144           | 20                | 162            | 167            | 170            | 25                | 307   |
| 23                | Masakazu Ioroi (JPN)        | B     | 135           | 140           | 140           | 24                | 160            | 170            | 177            | 22                | 305   |
| 24                | Jorge Sánchez (PUR)         | C     | 128           | 133           | 136           | 27                | 168            | 171            | 175            | 19                | 304   |
| 25                | Achinta Sheuli (IND)        | C     | 130           | 135           | 135           | 23                | 162            | 166            | 170            | 26                | 301   |
| 26                | Tim Kring (DEN)             | B     | 135           | 135           | 139           | 25                | 165            | 169            | 170            | 27                | 300   |
| 27                | Indika Dissanayake (SRI)    | C     | 131           | 131           | 134           | 26                | 160            | 164            | 168            | 28                | 298   |
| 28                | Sudesh Peiris (SRI)         | C     | 130           | 130           | 134           | 29                | 160            | 165            | —              | 30                | 290   |
| 29                | Mahmoud Al-Humayd (KSA)     | C     | 125           | 130           | 135           | 28                | 150            | 160            | 169            | 31                | 290   |
| 30                | Taretiita Tabaroua (KIR)    | C     | 120           | 124           | 124           | 31                | 158            | 158            | 162            | 32                | 282   |
| 31                | Brandon Wakeling (AUS)      | C     | 115           | 119           | 122           | 34                | 154            | 158            | 162            | 29                | 281   |
| 32                | Jonathan Chin (GBR)         | C     | 116           | 120           | 124           | 30                | 147            | 152            | 154            | 35                | 271   |
| 33                | Larko Doguape (NRU)         | C     | 116           | 121           | 124           | 32                | 145            | 150            | 150            | 34                | 271   |
| 34                | Jeffrey Garcia (PHI)        | C     | 120           | 125           | 125           | 33                | 150            | 150            | 160            | 33                | 270   |
| 35                | Einar Jónsson (ISL)         | C     | 113           | 116           | 117           | 35                | 140            | 145            | —              | 36                | 253   |
| —                 | Erry Hidayat (MAS)          | C     | 135           | 135           | 135           | —                 | 163            | 168            | 170            | 20                | —     |
| —                 | Karem Ben Hnia (TUN)        | A     | —             | —             | —             | —                 | —              | —              | —              | —                 | —     |
| —                 | Gareth Evans (GBR)          | C     | —             | —             | —             | —                 | —              | —              | —              | —                 | —     |